# Darja Švajger
Darja Švajger, född 1967 i Maribor, Jugoslavien, är en slovensk sångerska.
Hon tog examen i jazz och solo-sång i Graz i Österrike. Förutom sin solokarriär inom musik, har hon medverkat i nationella TV-program i Slovenien ("E.M.A" 2002 och "Eurolaul" 2003).
Darja Švajger har representerat Slovenien i Eurovision Song Contest två gånger, och är den enda artist som deltagit fler än en gång bland Sloveniens bidrag i denna tävling. 1995 kom hon på en sjundeplats med "Prisluhni mi", text och musik av Primož Peterca. 1999 deltog hon på nytt, denna gång med "For a Thousand Years" vilket resulterade i en elfteplats.